# Карабчевський Микола Платонович
Карабчевський Микола Платонович (30 листопада (12 грудня) 1851, м. Миколаїв — 6 грудня 1925, Рим) — російський юрист, адвокат і судовий оратор українського походження.

## Життєпис
З дворян, православний, народився в сім'ї полкового командира. Микола Карабчевський доводився двоюрідним братом українському культурно-освітньому діячеві, письменнику, композитору та історику Миколі Аркасу. Їхні матері Софія Аркас і Любов Карабчевська були рідними сестрами — походили з давнього козацького роду Богдановичів. Їхній батько, Петро Григорович Богданович, 1793 р. був переведений у Чорноморський флот із бунчукових товаришів Полтавського полку.
У 1868 закінчив Миколаївську реальну гімназію зі срібною медаллю. З 1869 по 1905 рр. перебував під негласним наглядом поліції.
- У 1874 році закінчив юридичний факультет Санкт-Петербурзького університету. У тому ж році вступив помічником до присяжного повіреного А. А. Ольхіна. Від нього перейшов помічником до присяжного повіреного А. Л. Боровиковського, а потім — до присяжного повіреного Є. І. Утіна.
- З 1877 — помічник присяжного повіреного в політичній справі, відомій як «процес 193-х», на якому захищав майбутню видну революціонерку К. К. Брешко-Брешковську.
- 1879 — був присяжним повіреним округу Петербурзької судової палати. Кілька років був членом ради присяжних повірених.
- 1898 — один із засновників газети «Право» (1898—1917).
- 1899 — після блискучої промови на захист Кіркора Гульгульяна, якого звинувачують у вбивстві Хассана Мілій-оглу, присяжні засідателі винесли підсудному виправдувальний вирок.
- 1904 — засновник благодійного фонду для молодих адвокатів. Промова на захист Є. С. Созонова, обвинуваченого у вбивстві міністра внутрішніх справ і шефа жандармів В. К. Плеве (1904), стала визначною подією в історії російської адвокатури.
- 1905 — один з творців Всеросійського союзу адвокатів.
- 1913 — голова Петербурзького ради присяжних повірених.
- 1913 — адвокат на процесі по Справі Бейліса
- 1915? — голова комісії з розслідування німецьких звірств під час Першої світової війни.

У 1917 виїхав в Скандинавські країни для збору відомостей про стан російських військовополонених. Залишився в еміграції.
Жив в Італії. Став офіційним генеральним представником великого князя Кирила Володимировича. Похований на кладовищі Тестаччо (Рим).